# 秦由圭
秦 由圭（しんの ゆか、1974年8月9日 - ）は日本の元女優、ストリッパー。東京都出身。ストリッパーとしての芸名は夏希 由圭（なつき ゆか）。

## 来歴・人物
短期大学を中退後、女優としてテレビドラマ『暴れん坊将軍VI』にレギュラー出演する傍ら、写真集やオリジナルビデオ数作品でヌードや濡れ場を披露。所属事務所の移籍を機に、ストリッパーに転向し、芸名を「夏希由圭」とする。1997年、浅草ロック座にてデビュー。身長163cm、血液型B型。

## 主な出演作品

### テレビドラマ
- 暴れん坊将軍VI（1994-1996年、テレビ朝日系）- め組住み込み・おかる役

### オリジナルビデオ
- BLUE ある女子校生たちの物語（1994年）- 主演
- ブルーシーズン 17才のビーナス（1995年）- 主演
- 新・キタの帝王（1996年）
- 新任女教師 美術室の情事（1996年）- 主演
- ラブホテルの夜2（1996年）
- 監禁 生贄の儀式（1996年）- 主演
- 桃色迷子 大人にして（1996年）
- 触覚記 女教師・秘戯レッスン（1996年）
- 投稿写真白書 見せたがる女、撮りたがる男（1996年）- 主演
- ザ・ストーカー（1997年）- 主演
- ザ・ストーカー2（1997年）

## 書籍
- 帰郷 - 秦由圭写真集（1994年11月、沢渡朔撮影、英知出版）ISBN 4754213831
- project-X（1994年10月、海王社）- 他2名との作品
- アップル通信 1997年4月号（表紙）